# 文学研究会
文學研究會是中華民國大陸時期「五四」文學革命後出現的第一個新文學社團，為現代小說的開創闢了多樣的潮頭。

## 創立
1921年1月4日，文學研究會成立於北京，發起人包括周作人、沈雁冰等，其他發起人有鄭振鐸、葉紹鈞、耿濟之、王統照、許地山、郭紹虞、孫伏園、瞿世英、朱希祖和蔣百里等。正如文學研究會的發起宣言所說，其產生是為了「聯絡感情」、「增進知識」和「建立著作工會的基礎」。文學研究會得到商務印書館等出版企業的支持，将以发表鸳鸯蝴蝶派作品为主的《小說月報》改版，使之成为“文学研究会”的机关刊物。

## 宗旨
文學研究會的簡章說：「本會以研究世界文學，整理中國舊文學，創造新文學為宗旨。」提倡寫實主義的文學，主張為人生而藝術，「文學為人生」，文學應該反映社會的現象，表現並討論有關人生的問題；反對無病呻吟的名士詩文，攻擊當時用文言寫的舊詩詞、以文學為遊戲的鴛鴦蝴蝶派，也攻擊後起打著浪漫主義旗幟的創造社。

## 影響
文學研究會辦刊物，出叢書，翻譯和介紹外國文學，傳播世界文學思潮，推動文學創作。該會提倡寫實主義的文學和為人生的文學，認為文學應該反映社會，是一種切要的工作，不再是高興時的遊戲或失意時的消遣，並攻擊以文學為遊戲的鴛鴦蝴蝶派，減輕其影響。文學研究會這種現實主義主張，對現代文學的發展影響深遠。

## 書目
- 陶英惠. . 臺灣: 秀威出版社. 2008-12-01. ISBN 978-986-221-127-4 （中文）.（繁體中文）
- 盧文芸. . 北京: 社會科學文獻出版社. 2008年8月. ISBN 978-750-970-266-6 （中文）.（简体中文）

## 相关连接
- 文学研究会 （页面存档备份，存于）
- 大唐资料库文学研究会 （页面存档备份，存于）